# Christina Cameron
Pour les articles homonymes, voir Cameron.
Christina Cameron (née au XXe siècle à Toronto) est un écrivain scientifique, une ancienne fonctionnaire et, de 2007 à 2012, une professeure canadienne spécialiste du patrimoine bâti. En 1990, elle est nommée « chef de la délégation canadienne du Comité du patrimoine mondial de l'UNESCO », poste qu'elle occupe jusqu'en 2008. Selon l'un de ses anciens supérieurs et directeur général de Parcs Canada, elle est « sans conteste la grande dame du patrimoine culturel canadien ».

## Biographie

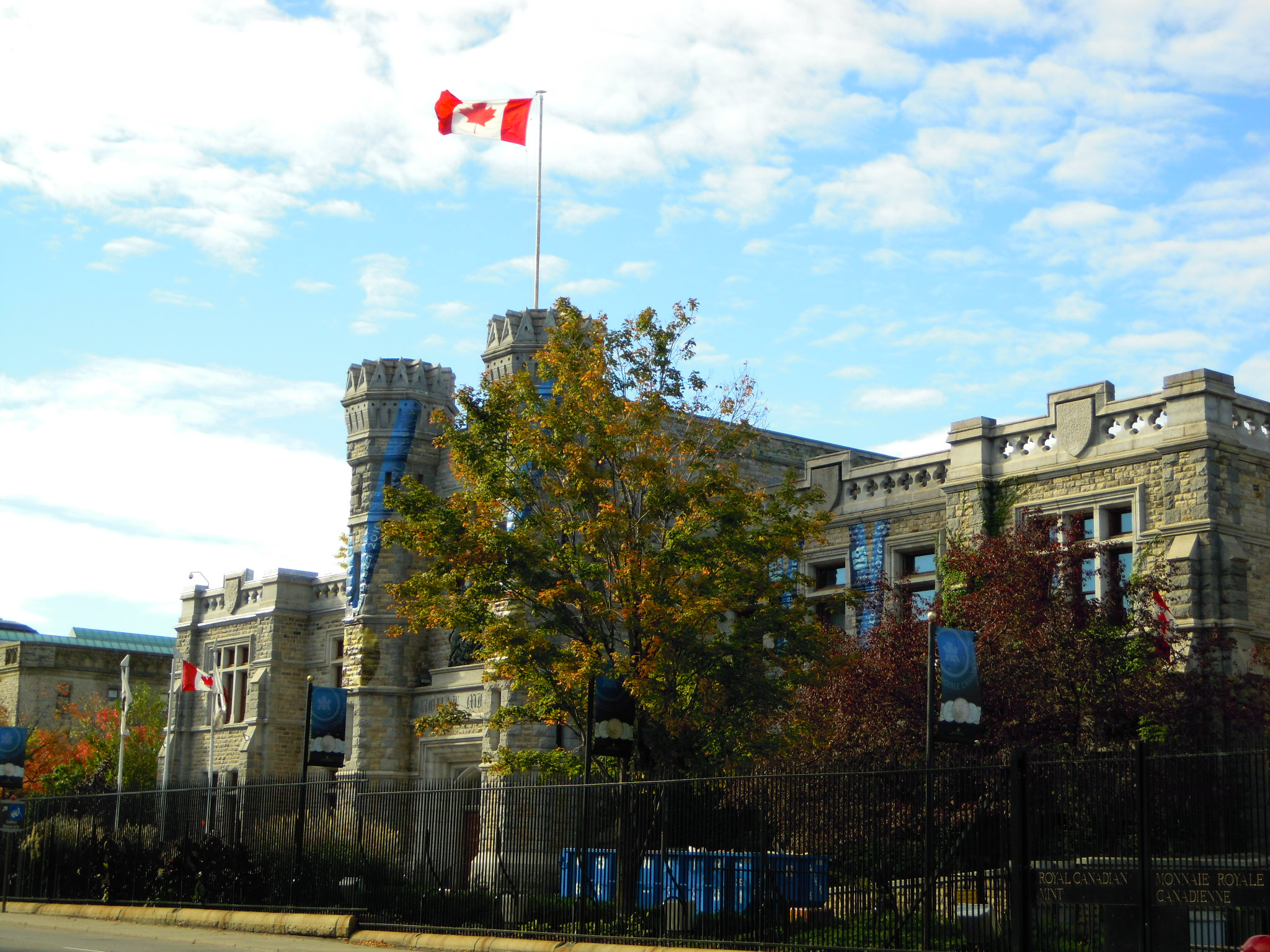
Dans les années 1990, responsable de l'application des politiques de conservation de Patrimoine Canada, Christina Cameron s'est opposée à la réfection de l'hôtel de la monnaie canadienne, car on a autorisé des rénovations qui contreviennent au caractère patrimonial de l'édifice.

Née à Toronto, Christina Cameron a passé son enfance à Barrie en Ontario où son père est médecin et directeur d'un hôpital. Sa mère tient le foyer et son père est un passionné d'histoire. Lorsque les trois filles du couple sont élevées, sa mère devient directrice d'un petit musée.
Christina Cameron a étudié en littérature, en histoire de l'art et fait des études muséales. Elle détient une maîtrise de l'université Brown aux États-Unis (obtenue en 1970) et un doctorat en histoire de l'architecture de l'Université Laval, à Québec (obtenu en 1983).
En 1969, Christina Cameron rejoint son mari (un certain Southam) à Québec où elle est embauchée par Parcs Canada, qui lui demande de dresser un inventaire des bâtiments historiques de la ville. Son séjour de cinq ans alimente sa passion pour le patrimoine bâti.
Depuis les années 1970, Christina Cameron écrit des documents et des livres sur l'architecture au Canada, la gestion du patrimoine et le patrimoine mondial. « Elle a siégé au comité des subventions du Getty Conservation Institute et a participé à un projet international de gestion des lieux patrimoniaux axée sur les valeurs, parrainé par cet Institut. »
Dans les années 1990, elle occupe un poste de haut fonctionnaire pour Patrimoine Canada, où elle fait appliquer les politiques de conservation. Christina Cameron a occupé le poste de directrice générale des Lieux historiques nationaux, ainsi que celui de secrétaire de la Commission des lieux et monuments historiques du Canada. Elle a travaillé 35 ans pour le compte de la fonction publique canadienne.
En 1990, Christina Cameron est nommée chef de la délégation canadienne auprès du Comité du patrimoine mondial, poste qu'elle occupe jusqu'en 2008. Elle est de plus nommée présidente de la délégation en 1990 et 2008.
En 2007, elle est nommée présidente du comité du patrimoine mondial.
En 2008, elle reçoit le prix pour services insignes du gouvernement du Canada, la « plus haute distinction d'excellence da la fonction publique fédérale ».
En 2012, Christina Cameron est titulaire de la Chaire de recherche du Canada en patrimoine bâti à l'École d'architecture de l'Université de Montréal. Elle est aussi vice-présidente de la Commission canadienne de l'UNESCO.

## Publications
Cette liste provient du Centre d'études et de recherches internationales de l'université de Montréal.
- Geneviève G. Bastien, Doris Drolet-Dubé et Christina Southam, Inventaire des marchés de construction des archives civiles de Québec 1800-1870, Ottawa, Parcs Canada, coll. « Histoire et archéologie », 1975, 1340 p. (présentation en ligne) Ouvrage en 3 volumes

- (en + fr) Christina Cameron et Jean Trudel, The Drawings of James Cockburn : A Visit Through Quebec’s Past/Québec au temps de James Patterson Cockburn, Toronto/Québec, Gage Publishing/Garneau, 1976, 176 p. (présentation en ligne)

- (en + fr) Christina Cameron et Janet Wright, Second Empire Style in Canadian Architecture/le Style Second Empire en architecture canadienne, Ottawa, Parcs Canada, 1980, 246 p.

- Christina Cameron et Monique Trépanier, Vieux-Québec : son architecture intérieure, Ottawa, Musée national de l'homme et Parcs Canada, 1986, 529 p.

- (en) Christina Cameron, Charles Baillairgé, Architect and Engineer, Montreal/Kingston, McGill-Queen’s University Press, 1989, 201 p.

- (en) Christina Cameron, « Commemoration : A Moving Target ? », dans The Royal Society of Canada, The Place of History : Commemorating Canada’s Past, Ottawa, The Royal Society of Canada, 1997, p. 27-39

- (en) Christina Cameron, « The Spirit of Place : the Physical Memory of Canada », Journal of Canadian Studies, vol. 35, no 1,‎ 1er juillet 2000, p. 77-94

- (en) Christina Cameron, « Protecting World Heritage : An International Challenge », dans UNESCO, World Heritage 2002 : Shared Legacy, Common Responsibility, Paris, UNESCO, 2003, p. 64-66

- (en) Christina Cameron, « Involving Aboriginal People in Site Management », dans UNESCO, Linking Universal and Local Values : Managing a Sustainable Future for World Heritage, Paris, UNESCO, coll. « UNESCO World Heritage Paper » (no 13), 2004, p. 121-124

- (en) Christina Cameron, « Conservation in Changing Societies : World Heritage Indicators », dans Teresa Patricio, Koen van Balen et Krista De Jonge, Conservation in Changing Societies : Heritage and Development, Leuven, Raymond Lemaire International Centre for Conservation, 2006, p. 39-47

- (en) Christina Cameron, « Value and Integrity in Cultural and Natural Heritage : from Parks Canada to World Heritage », dans K. Clark, Capturing the Public Value of Heritage : the Proceedings of the London Conference 25-26 January 2006, Londres, English Heritage, 2006, p. 71-78

- (en) Christina Cameron, « Round Table 6 : Discovering the Heritage of Humanity », dans UNESCO, 60 ans d’histoire de l’UNESCO : Actes du colloque international 16-18 novembre 2005, Paris, UNESCO, 2007, p. 323-325

- (en) Christina Cameron, « From Warsaw to Mostar : the World Heritage Committee and Authenticity », Bulletin of the Association for Preservation Technology, vol. 39, nos 2-3,‎ 2008, p. 19-24

- (en) Christina Cameron, « Evolution of the Application of ‘Outstanding Universal Value’ for Cultural and Natural Heritage », dans ICOMOS, What is OUV ? Defining the Outstanding Universal Value of Cultural World Heritage Properties, Berlin, ICOMOS Monuments and Sites XVI, 2008, p. 71-74

- Christina Cameron, « La sauvegarde et la transmission du patrimoine religieux : quelques réflexions sur la dimension internationale », dans S. Lefebvre, Le patrimoine religieux du Québec : éducation et transmission du sens, Québec, Les Presses de l'Université Laval, 2009, p. 99-108 et 211-13

- (en) Christina Cameron, « Finding the Spirit of Place : A World Heritage Perspective », dans Laurier Turgeon, Spirit of Place : Between Tangible and Intangible Heritage/L’esprit du lieu : entre le patrimoine matériel et immatériel, Québec, Les Presses de l'Université Laval, 2009, p. 15-22

- (en + fr) Christina Cameron, Claudine Déo et Nicole Valois, Le campus : Le patrimoine architectural et paysager de l’Université de Montréal : the architectural and landscape heritage, Montréal, Les Presses de l'Université de Montréal, 2010, 143 p.